# 张公镇 (进贤县)
张公镇，是中华人民共和国江西省南昌市进贤县下辖的一个乡镇级行政单位，又名高桥镇。

## 行政区划
张公镇下辖以下地区：
高桥社区、牛溪村、郑坊村、城上村、邵窝村、铜岭村、老王村、张庙村、新城村、渣兰村、党溪村、全福村、九房村和红壤研究所生活区。